# 凱爾島

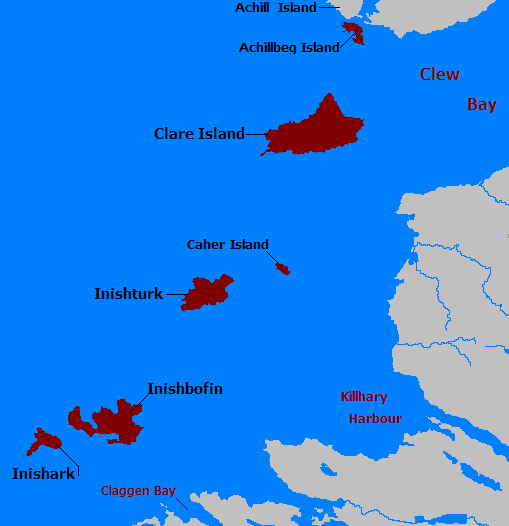

凱爾島是愛爾蘭的島嶼，由梅奧郡負責管轄，位於克萊爾島和伊尼什特克島之間的大西洋海域，長1.2公里、寬0.6公里，面積0.52平方公里，最高點海拔高度57米，島上無人居住。
1. ↑  The Holy Wells of Ireland, Patrick Logan, Colin Smythe, 1980, pag. 146